# Chiesa della Santissima Annunziata di Sturla
La chiesa della Santissima Annunziata è un luogo di culto cattolico situato nel quartiere di Sturla, in via della Vergine, nel comune di Genova nella città metropolitana di Genova. La chiesa è sede della parrocchia omonima del vicariato di Albaro dell'arcidiocesi di Genova.

## Storia e descrizione
La prima notizia certa riguardo all'attuale chiesa risale 1434, quando venne realizzata grazie a una donazione dei coniugi Andrea e Chiara Bottaro da Bonassola e all’intervento di due sacerdoti secolari, Domenico Verruca e Pietro Micichero e di un laico, Martino Ponzano. Nel 1437 i religiosi reggenti la chiesa ottennero il permesso da Papa Eugenio IV, veneziano, di unirsi ai Canonici di San Giorgio in Alga, di cui faceva parte anche il pontefice e successivamente anche l'esenzione dalla giurisdizione della diocesi di Genova, finché nel 1441 la stessa chiesa fu donata ai canonici di San Giorgio in Alga dalla stessa Comunità di Sturla. La chiesa era a due navate e fu ampliata poi con una terza (ciascuna terminata con un proprio abside semicircolare) a partire dal 1527, ma i lavori erano ancora da terminare nel 1582. I canonici, detti celestini, ressero la chiesa e il convento fino al 1652, quando fu soppresso per scarsità di religiosi. Passò successivamente agli agostiniani, che lo tennero fino alla soppressione napoleonica del 1798. In questo periodo, tra Sei e Settecento, la chiesa si arricchì di decorazioni marmoree e a stucco e di altari che arrivarono ad essere tredici, dandole il tipico aspetto del barocchetto genovese. Passata all'inizio dell'Ottocento al clero secolare, la chiesa divenne parrocchia nel 1894, dopo essere stata restaurata due anni prima. Tra 1940 e 1942 e subito dopo la guerra, il monastero e la chiesa vennero di nuovo restaurati anche con imponenti lavori di consolidamento. Nell'impossibilità di riportare la chiesa ad un vagheggiato aspetto originario, essa fu in buona parte ricostruita, e vennero distrutti molti degli altari settecenteschi. La chiesa fu riconsacrata il 24 marzo 1966.
La facciata della chiesa è stata ristrutturata negli interventi novecenteschi dall’architetto e allora Soprintendente ai Monumenti Carlo Ceschi reinterpretando liberamente lo stile originario, con due monofore, il rosone centrale e l'architrave originale in ardesia sopra l'ingresso. Il portale presenta una lunetta raffigurante l'Annunciazione scolpita a bassorilievo dallo scultore Armando Gerbino (1901-1991) nel 1942.
L'interno è tre navate: le navate laterali sono divise da quella centrale da quattro pilastri ottagonali per lato collegati da archi a tutto sesto. La navata centrale termina in un profondo coro affiancato da due absidi più piccole. Il primo e quarto pilastro della navata destra, in pietra di Quarto, sono quelli originali quattrocenteschi, come si è conservata l'abside poligonale corrispondente. Nel soffitto della navata centrale è un affresco tardo cinquecentesco con l'Annunciazione, da riferirsi, nonostante le ridipinture, alla bottega dei Calvi. 
Nella navata destra, al secondo altare è l'opera più importante presente in chiesa, una inconsueta (per la zona) pala veneziana con la Madonna col Bambino e i santi Sebastiano e Rocco, angeli musicanti, opera di Palma il Vecchio, databile al 1523 - 24 circa. La presenza della tela non può però stupire considerando il menzionato legame della chiesa e del convento con Venezia. Non è chiaro, però, se l'opera sia stata commissionata per questa chiesa o semplicemente portata da Venezia. Gli oranti in basso sono un'aggiunta probabilmente della seconda metà del Cinquecento. La pala dovette essere inserita nella cornice marmorea in cui si trova tra Seicento e Settecento, come si può vedere dallo stile della lunetta dipinta al di sopra, che tuttavia pare essere una ridipintura di una composizione precedente, lasciando affiorare figure più antiche sotto le attuali, che potrebbero essere anch'esse di Palma il Vecchio.
Al quarto altare destro è una Visione di San Nicola da Tolentino, tarda opera di Gregorio De Ferrari collocabile all'inizio del Settecento.
Nella parete presso la cappella di fondo è un affresco cinquecentesco con San Rocco e San Sebastiano, di ignoto. La presenza di san Rocco accomuna la Santissima Annunziata alla ex chiesa parrocchiale, divenuta allora oratorio dei Santi Nazario e Celso. La Cappella del Buon Consiglio, concludente la navata, prende il nome dall'immagine mariana novecentesca collocata all'interno di un altare barocco del 1695. All'interno della cappella è anche il Monumento funebre di Giannotto Lomellini, doge della Repubblica dal 1571 al 1573 e morto a cinquantacinque anni nel 1574, voluto, come recita l’epigrafe, dalla moglie Francesca Negrone.
Il presbiterio mostra ancora alcuni affreschi scoperti nei restauri della fine dell'Ottocento databili tra Quattro e Cinquecento e attribuiti ad Andrea Morinello. Della vecchia parrocchiale l'attuale chiesa avrebbe tenuto, secondo il Magnani, l'altare con tarsie marmoree.